# 奥山義行
奥山 義行（おくやま よしゆき、1970年5月3日 - ）は、日本の元陸上競技選手、元ロードレーサー、スポーツインストラクター。1991年世界陸上の元200m走日本代表。TBS『SASUKE』の有力選手でもある。身長168cm、体重58kg。山形県出身。日本大学文理学部体育学科卒業。

## 人物
幼少期から野球・サッカー・水泳・スキー・相撲など多彩なスポーツを経験。日本大学山形高等学校に進学後、短距離の選手として本格的に陸上を始め、'89年の日本陸上競技選手権大会では200m優勝、100m2位の成績を残す。世界陸上の代表選考を兼ねた'91年の日本選手権で優勝し、世界陸上200m日本代表となる。
日本大学を卒業し、陸上競技引退後はバイクのロードレーサーに転身し、'93年のオートバイロードレースで国内デビューを果たし、地方選手権3回優勝、シリーズランキング4位などの成績を残していた。レーサー引退後は、メカニックとしてスズキワークスに所属。スーパーバイク世界選手権やMOTO-GPに参戦した経験があり、マシン開発と整備で世界中を転戦していた。
『SASUKE』には第19回大会に初出場。出場に先駆けてはトレーニングに専念するために転職をし、ジムのインストラクターを勤めている。
上述の陸上競技での実績と落ち着いた雰囲気から、番組内では「孤高の天才スプリンター」の通称で呼ばれることが多かった。またSASUKEは「自分にとってのオリンピック」だと語る。SASUKE挑戦者としては珍しくステージクリア後もあまり表情を変えない為、実況等では「冷静沈着、常にクール」と称されるも、本人は「実はクールではないんです」と否定しており、事実第24回大会の3rdステージクリア時には、ゴールの床に突っ伏し歓喜する姿を見せていた。第26回大会前には地元山形県に念願のマイホームを設立し、庭に作ったセットで黙々と練習に取り組む姿を見せていた。また、他の選手が脱落していき、全体的にクリア者の少ない大会に強い。30代後半での初挑戦でありながら、後述の通り数多くの大会で好成績をおさめている。ゼッケンは、90番台前半から半ばが基本であるが、50番台、20番台、80番台をそれぞれ1度ずつ付けた経験を持っている。
既婚者で、二児の父。
千葉市を拠点にトレーニング指導を主体とする「ウィニングファースト」を設立し、代表兼コーチを務める。

## SASUKEでの戦歴

### 大会ごとの戦歴

#### 第19回大会～第23回大会
初出場の第19回はそり立つ壁でタイムアップ（ゼッケン39、全カット及び第25回の事前番組にて放映）。
第20回では1stを7.31秒残しで突破し、1人目のクリア者となる。2ndステージではサーモンラダーをクリアしたが、直後のスティックスライダーでバーが傾き、レールから脱線して落下した（ゼッケン1924）。
第21回は、そり立つ壁でタイムアップ（ゼッケン95、全カット）。
第22回は2大会ぶりに1stを突破し、2ndを24.83秒残しの最速クリア。初挑戦の3rdステージは、新クリフハンガー下り段差でリタイア（ゼッケン84）。
第23回は1st・2ndを危なげなくクリア。3rdでは前回阻まれた新クリフハンガーを突破するも、スパイダーフリップで子供の声を合図に飛び移るが左足が板から外れ、滑り落ちリタイア（ゼッケン92）。

#### 第24回大会
第24回は1stを6.15秒残しでクリアし、2ndを突破。3rdでは前回リタイアしたスパイダーフリップを攻略し、39歳の史上最年長ファイナリストとなる。自身初の最終競技者として挑んだFINALは、Gロープで残り4mの所でタイムアップ（ゼッケン95）。

#### 第25回大会～第27回大会
第25回はスタート順を抽選で決め、ゼッケン50番での出場。1stはジャンプハングのトランポリンジャンプで膝が曲がって高さが出なかったが、ネット下部を掴んだことを利用して下ルートを選択するリカバリーを見せて攻略し、7.96秒残しで1stをクリアしたが、ボタンを押した後に首を傾げるシーンが見られた。2ndも5.0秒を残してクリア。大リニューアルが施された3rdでは、新エリア・フローティングボードに苦戦。体勢を崩しながら何とか耐え抜きクリアするが、直後のアルティメットクリフハンガーの1本目で落下。競技後のインタビューでは「悔しいので進化します」とコメントを残した（ゼッケン50）。
第26回は1stを2.54秒残しで突破。2ndでは日本人のクリア者がいない危機的状況下で各エリアを慎重に挑んだことで、メタルスピンで着地した瞬間に警告音が鳴り、ウォールリフティング突入時点で残り6秒まで追い詰められたが、0.30秒残しでクリアし、初の40代3rd進出者に。唯一の日本勢生き残りをして挑んだ3rdは、アルティメットクリフハンガーで前回よりは進むも4→5本目の突起の移行で力尽きリタイア。最優秀成績タイの記録を打ち立てた（ゼッケン97）。
第27回は、1st、2ndを突破するも、3rdではアルティメットクリフハンガーの直前エリア・フライングバーでバーが脱線し落下（ゼッケン96）。なお第22回から第27回まで、6大会連続3rd進出という記録は、ドリュー・ドレッシェルと並んで、佐藤惇の8大会連続、竹田敏浩，多田竜也の7大会連続に次ぐ歴代3位タイの記録である。また、41歳での3rdステージ進出は、第39回大会で鈴木祐輔が43歳で2ndをクリアするまでの最年長記録だった（第42回大会で漆原裕治が46歳でさらに更新）。

#### 第28回大会～第29回大会
第28回は、オーディションに参加するも落選し出場できず。
第29回は予選会を4位通過で2大会ぶりに本選に出場し、43歳で1stをクリア。2ndではバックストリームでタイムアップ。5年半ぶりの2ndリタイアとなり、今大会を最後に出場していない（ゼッケン89、ダイジェスト）。

### 大会別成績
| 大会       | ゼッケン | STAGE | 記録                         | 備考                |
| ---------- | -------- | ----- | ---------------------------- | ------------------- |
| 第19回大会 | 39       | 1st   | そり立つ壁                   | タイムアップ        |
| 第20回大会 | 1924     | 2nd   | スティックスライダー         | バーが脱線          |
| 第21回大会 | 95       | 1st   | そり立つ壁                   | タイムアップ        |
| 第22回大会 | 84       | 3rd   | 新クリフハンガー             | 2→3本目             |
| 第23回大会 | 92       | 3rd   | スパイダーフリップ           | 飛び移り失敗        |
| 第24回大会 | 95       | FINAL | Gロープ                      | 残り約4m            |
| 第25回大会 | 50       | 3rd   | アルティメットクリフハンガー | 1本目序盤           |
| 第26回大会 | 97       | 3rd   | アルティメットクリフハンガー | 4→5本目、最優秀成績 |
| 第27回大会 | 96       | 3rd   | フライングバー               | 1→2本目             |
| 第29回大会 | 89       | 2nd   | バックストリーム             | タイムアップ        |

### 通算成績
| 出場数 | 2nd進出 | 3rd進出 | FINAL進出 | 最優秀成績 |
| ------ | ------- | ------- | --------- | ---------- |
| 10回   | 8回     | 6回     | 1回       | 1回        |

- 2021年 第39回大会終了時点

### 最速タイム
| 大会       | STAGE | 制限時間 | 残りタイム | クリア人数 | 備考 |
| ---------- | ----- | -------- | ---------- | ---------- | ---- |
| 第22回大会 | 2nd   | 80秒     | 24.83秒    | 4人        |      |

## 本大会以外での出来事
- 2010年8月、アメリカ版SASUKE、「Ninja warrior」のSASUKE予選会に、長野誠、漆原裕治と共にゲスト出場(第26回の事前番組にて放映)。